# 322. Division
Die 322. Division sind folgende militärische Einheiten auf Ebene der Division:

## Infanterie-Verbände
- 322. Division (Japanisches Kaiserreich) der 11. Regionalarmee
- 322. Schützen-Division der 60. Armee der 1. Ukrainischen Front der Roten Armee befreite am 27. Januar 1945 das Konzentrationslager Auschwitz-Birkenau